# Krzysztof Kołodziejczyk
Krzysztof Feliks Kołodziejczyk (ur. 1953) – polski inżynier podstawowych problemów techniki w zakresie matematyki. Absolwent Politechniki Wrocławskiej. Od 2009 profesor na Wydziale Podstawowych Problemów Techniki Politechniki Wrocławskiej.